# Théorie des cordes de type I
Pour un article plus général, voir Théorie des cordes.
En physique théorique, la théorie des cordes de type I est l'un des trois types de cordes.  Elle est composée de cordes fermées, mais également de cordes ouvertes et fonctionne avec 10 dimensions.
Cette théorie fut découverte en 1984 par Michael B. Green et John H. Schwarz.
Bien qu'il s'agisse d'une théorie chirale, elle ne possède pas d'anomalie, ce qui est expliqué par le mécanisme de Green-Schwarz.
La corde de type I peut être vue comme un orientifold de la théorie IIB.